# سیارک ۲۷۸۷۰
سیارک ۲۷۸۷۰ (به انگلیسی: 27870 Jillwatson، نامگذاری:1995VW) بیست و هفت هزار و هشتصد و هفتادمین سیارک کشف شده‌است که در ۱۲ نوامبر ۱۹۹۵ کشف شد.